# 大倉舜二
大倉舜二（おおくら しゅんじ、1937年〈昭和17年〉5月2日－2015年〈平成27年〉2月6日）は、日本の写真家。

## 来歴・人物
東京都出身。川合玉堂の孫にあたる。
獨協高等学校卒業後、佐藤明に学び、1959年独立。ファッション、料理、ヌード、歌舞伎、ドキュメントと幅広い分野で活躍した。
1972年講談社出版文化賞、1987年日本写真協会年度賞受賞。

## 著書・写真集
- 『Emma 大倉舜二写真集』 (カメラ毎日別冊. PRAIVAT 毎日新聞社 1971
- 『日本の料理』ミセス編集部編. 文化出版局 1978
- 『坂東玉三郎onnagata』平凡社 1983
- 植田いつ子 [デザイン]、大倉舜二 撮影『植田いつ子の世界』平凡社、1983年9月29日。
- 大倉舜二 撮影、プレイボーイ別冊編集部 編集『松坂慶子写真集』集英社、1984年3月15日。
- 『画家のおもちゃ箱』猪熊弦一郎著, 写真. 文化出版局 1984
- 『ゼフィルス24 日本産ミドリシジミ類24種-蝶の生態写真集』朝日新聞社 1986
- 『老木の花 友枝喜久夫の能』白洲正子著, 吉越立雄, 大倉撮影 求竜堂 1989
- 『七代目菊五郎の芝居』平凡社 1989
- 『俳優探険』渡辺保, 大倉舜二 著. 駸々堂出版 1991
- 『Muses 三巨匠ヌード傑作集/大倉舜二・立木義浩・藤井秀樹』誠文堂新光社 1992
- 『日本の料理』セシール 1993
- 麻実れい、大倉舜二『麻実れい : Dramatic Rei Asami 写真集』講談社、1994年1月25日。
- 『武蔵野』シングルカット 1997
- 『作家のインデックス』集英社 1998
- 『松本幸四郎の俳遊俳談』朝日新聞社 1998
- 『Tokyo X』講談社インターナショナル 2000
- 『歌舞伎 The art and tradition』上村以和於文, カースティン・マカイヴァー訳. 講談社インターナショナル 2001
- 『Tokyo freedom : 大倉舜二写真集』日本カメラ社 2005
- 『布と夢 植田いつ子の仕事』PHP研究所 2008
- 『JAZZ NOTE』芸術新聞社 2012